# NGC 5695
NGC 5695 је спирална галаксија у сазвежђу Волар која се налази на NGC листи објеката дубоког неба.
Деклинација објекта је + 36° 34' 4" а ректасцензија 14h 37m 22,0s. Привидна величина (магнитуда) објекта NGC 5695 износи 12,7 а фотографска магнитуда 13,6. NGC 5695 је још познат и под ознакама UGC 9421, MCG 6-32-77, MK 686, CGCG 192-49, IRAS 14353+3647, PGC 52261.